# Wahei Tatematsu
 (août 2024).
Si vous disposez d'ouvrages ou d'articles de référence ou si vous connaissez des sites web de qualité traitant du thème abordé ici, merci de compléter l'article en donnant les références utiles à sa vérifiabilité et en les liant à la section « Notes et références ».
Wahei Tatematsu (立松 和平, Tatematsu Wahei, 15 décembre 1947 – 8 février 2010) est un romancier japonais. Il écrit plusieurs romans dont Enrai et Dogen-Zenji, au sujet du pieux bouddhiste qui fonde l'école sōtō du bouddhisme zen en 1227. 
Il est également connu pour son activisme en faveur de l'environnement. En 1995, il fonde la « Ashio Green Growing Association », une organisation à but non lucratif qui plante des arbres sur le site de la mine de cuivre d'Ashio abandonnée.
Tatematsu meurt le 8 février 2010 dans un hôpital de Tokyo d'un syndrome de défaillance multiviscérale[réf. nécessaire].